# Antonio Estévez
Antonio José Estévez Aponte, né le 3 janvier 1916 à Calabozo ( Guárico ) et mort le 26 novembre 1988 à Caracas, est un musicien, compositeur et chef d'orchestre classique vénézuélien. 
Il fonde le chœur de l'université centrale du Venezuela . 

## Compositions
Son œuvre la plus connue est la Cantata Criolla, donnée pour la première fois le 25 juillet 1954, remportant le National Music Award et peut-être la plus importante œuvre nationale vénézuélienne du XXe siècle. D'autres œuvres bien connues sont Mediodía en el Llano, Cromovibrafonía et Cromovibrafonía multiple qui ont été composées pour l'exposition des œuvres de Soto à Montréal et au Musée d'Art Moderne de Ciudad Bolívar. 
Son œuvre Mediodía en el Llano est née en 1942. Alors qu'il était encore étudiant en sixième année de composition, son professeur Vicente Emilio Sojo (en) lui commande une suite orchestrale. Estévez répond avec sa Suite Llanera. C'est cette composition qu'Estévez dirige pour la première fois comme chef d'orchestre la même année. À l'origine, la suite comportait trois parties: l'aurore, midi et le coucher du soleil, avec l'objectif de tenter de décrire de manière impressionniste ces trois événements. Plus tard, Estévez supprime les mouvements extérieurs en ne laissant que la partie centrale, qui est aujourd'hui le poème symphonique Mediodía en el Llano (L'après-midi dans la plaine).
En 1956, sa Toccatina fait partie et conclut ses 17 piezas infantiles pour piano.